# Pňovany
Pňovany település Csehországban, a Észak-plzeňi járásban. Pňovany Stříbro, Erpužice, Sulislav, Kbelany, Čerňovice, Líšťany és Úlice településekkel határos. Lakosainak száma 505 fő (2024. január 1.).

## Népesség
A település lakosságának változását az alábbi diagram mutatja:
| Lakosok száma | 803  | 868  | 974  | 642  | 519  | 358  | 441  | 427  | 433  | 505  |
|               | 1869 | 1890 | 1921 | 1950 | 1980 | 2001 | 2017 | 2019 | 2022 | 2024 |